# Galaxias platei
Galaxias platei är en fiskart som beskrevs av Steindachner, 1898. Galaxias platei ingår i släktet Galaxias och familjen Galaxiidae. Inga underarter finns listade i Catalogue of Life.